# Adagio (film)
Pour les articles homonymes, voir Adagio (homonymie).
Pour plus de détails, voir Fiche technique et Distribution.
Adagio est un film italien réalisé par Stefano Sollima, sorti en 2023.

## Synopsis
Manuel est un jeune homme qui subit un chantage de policiers véreux. Ne pouvant trouver de l'aide auprès de son père Daytona atteint de démence, il se tourne vers Polniuman, un ami aveugle de celui-ci. Ce dernier lui conseille d'aller voir Romeo Baretta, dit Cammello qui vient de sortir de prison pour raison médicale.

## Fiche technique
Sauf indication contraire, les informations mentionnées dans cette section peuvent être confirmées par la base de données cinématographiques IMDb,  présente dans la section « Liens externes ».
- Titre original : Adagio
- Réalisation : Stefano Sollima
- Scénario : Stefano Bises et Stefano Sollima
- Photographie : Paolo Carnera
- Musique : Subsonica
- Pays d'origine : Italie
- Format : Couleurs
- Genre : policier
- Durée : 127 minutes
- Dates de sortie :
  - Italie : 2 septembre 2023 (Mostra de Venise 2023), 14 décembre 2023 (sortie nationale)
  - France : 14 mai 2024 (Netflix)

## Distribution
- Pierfrancesco Favino : Romeo Baretta, dit Cammello
- Adriano Giannini : Vasco
- Gianmarco Franchini : Manuel
- Toni Servillo : Daytona, le père de Manuel
- Valerio Mastandrea : Polniuman
- Francesco Di Leva : Bruno
- Lorenzo Adorni : Massimo
- Silvia Salvatori : Silvia, la femme de Cammello

## Production

### Distribution des rôles
La distribution comprend plusieurs acteurs italiens renommés : Pierfrancesco Favino , Toni Servillo, Adriano Giannini et Valerio Mastandrea
.

### Tournage
Le tournage commence à Rome en septembre 2022.

## Sortie

### Accueil critique
Pour Augustin Pietron-Locatelli de Télérama, « Adagio est un polar qui tabasse. [...] C’est aussi un film finement écrit dans ses détails et petites impressions. »
Pour Charles Martin de Ouest-France, « Comme à son habitude, le réalisateur jongle avec la morale et signe une fable de rédemption qui s'apprécie surtout dans ses détails : une atmosphère oppressante, un décor âpre quasi intemporel, quelques face-à-face savoureux et une galerie de gueules cassées étourdissante. ».
Pour Ange Beuque de Écran Large, « [Stefano Sollima] propose ici, avec son directeur de la photographie Paolo Carnera, des compositions nocturnes somptueuses. [...] le réalisateur assume de prendre son temps. Il déroule une intrigue en forme de jeu du chat et de la souris finalement assez simple, et impose un rythme contemplatif qui risque d'en laisser certains sur le bord du périphérique. [...] En jeu : la question de la transmission, parfois souhaitée, souvent subie. [...] Cette interrogation lancinante, charriée tant par l’incendie que par les dettes intergénérationnelles, draine tout le film : quel avenir et quelles possibilités laisserons-nous à nos enfants ?. »

## Distinctions

### Sélection
- Mostra de Venise 2023 : en compétition officielle[5]

### Récompense
- David di Donatello 2024 : meilleur musicien pour Subsonica[6],[7]

### Nominations
- David di Donatello 2024 : 
  - Meilleur acteur dans un second rôle pour Adriano Giannini
  - Meilleure chanson originale
  - Meilleur maquilleur
  - Meilleurs effets visuels